# Каменск (Красноярский край)
Каменск — деревня в составе Городищенского сельсовета Енисейского района Красноярского края.

## Географическое положение
Деревня расположена на правом берегу Енисея в 5 км на север от центра сельсовета, села Городище, и в примерно 19 км на юго-восток по прямой от районного центра города Енисейск.

## Климат
Климат резко континентальный с низкими зимними температурами, застоем холодного воздуха в долинах рек и котловинах. В зимнее время над поверхностью формируется устойчивый Сибирский антициклон, обусловливающий ясную и морозную погоду со слабыми ветрами. Континентальность климата обеспечивает быструю смену зимних холодов на весеннее тепло. Однако низменный рельеф способствует проникновению арктического антициклона. Его действие усиливается после разрушения сибирского антициклона с наступлением теплого периода. Поэтому до июня бывают заморозки. Средние многолетние значения минимальных температур воздуха в самые холодные месяцы — январь и февраль — составляет −25…-27°С, а абсолютный минимум достигает −53…-59°С. Средние из максимальных значений температуры для наиболее теплого месяца (июля) на всем протяжении долины колеблются в пределах 24 — 25°С, а абсолютные максимумы температур в летние месяцы достигают значений в 36 — 39°С. Зима продолжительная. Период со средней суточной температурой ниже −5° на всей протяженности составляет около 5 месяцев (с ноября по март). Ниже 0° — около полугода. Продолжительность безморозного периода в рассматриваемом районе составляет 103 дня, при этом первые заморозки наблюдаются уже в начале сентября. Последние заморозки на поверхности почвы могут наблюдаться в мае.

## История
Деревня (впоследствии село) основана в 1669 году на правом каменистом берегу Енисея недалеко от впадения в него речушки Каменка, прозванной так первыми поселенцами. А. Кытманов отмечает в своей «Краткой летописи» о существовании ещё ранее на этой местности винокуренного завода, принадлежавшего некому Скрепкову с 1663 года. Так доподлинно и неизвестно, что появилось сначала — завод или село. На заводе началось крупное производство после перехода его в управление Томской казенной экспедиции, на заводе отбывали каторгу до нескольких сот человек одновременно. Некоторое время вместе с винокуренным заводом действовал «стеклянный завод» архангельского купца Лобанова. С середины XIX века жители Каменского кроме работы на заводах обеспечивали свою жизнь извозом для золотых приисков. В 1860 году в селе 101 двор, 400 с лишним душ населения. В 1880-е годы село достигает своего расцвета. Строятся не только одноэтажные деревянные дома, но и двухэтажные, разнообразные постройки — завозни, большие амбары, бани, кузницы, лавки. В 1910 году в селе произошел сокрушительный пожар, сгорел винокуренный завод и 46 дворов со всем хозяйством. В 1911 году в селе 45 дворов, 154 человек мужского пола, 172 женского. При сельской церкви была церковно-приходская школа. Церковь была построена в 1829 году, названа была во имя Святителя и Чудотворца Николая. Последние службы в храме прошли в 1934 году. В самом здании устроили зернохранилище. Сейчас заброшена, в руинированном состоянии.
В 1929 году на волне начавшейся коллективизации в Каменском был создан колхоз «Красный ударник». Работали подсобные предприятия: мельница, кузница, переработка молока на масло. Каменский колхоз просуществовал как отделение колхоза «Россия» до середины 1990-х годов. Название Каменск закрепилось за селом в конце 1950-х — начале 1960-х годов.

## Население
Постоянное население составляло 58 человек в 2002 году (88 % русские).
| 2010 | 2016 |
| ---- | ---- |
| 39   | ↘30  |